# Solfibblesläktet
Solfibblor (Andryala) är ett släkte av korgblommiga växter. Solfibblor ingår i familjen korgblommiga växter.

## Bildgalleri

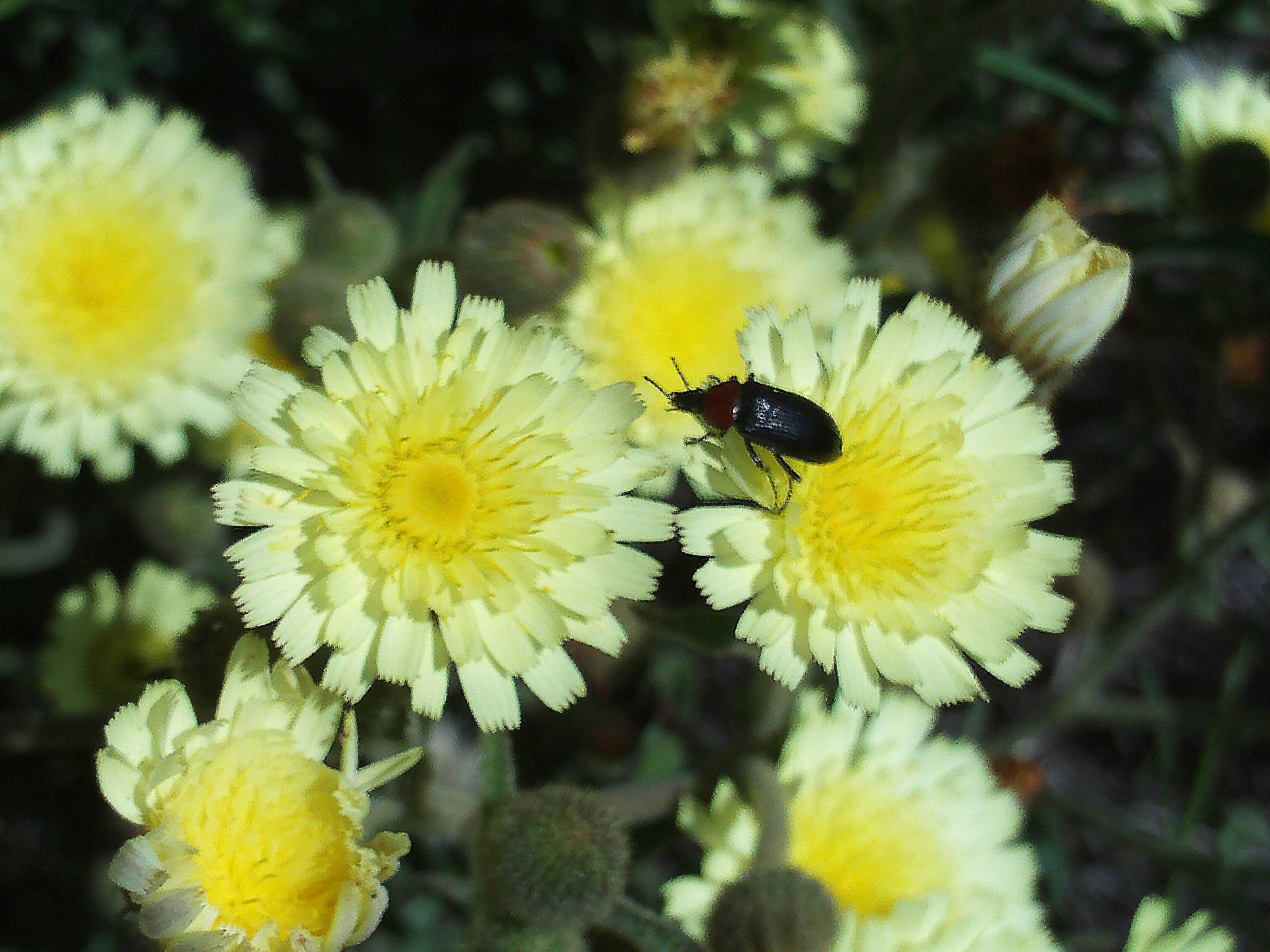

## Dottertaxa till Solfibblor, i alfabetisk ordning[1]
- Andryala aestivalis
- Andryala agardhii
- Andryala ampelusia
- Andryala arenaria
- Andryala atlanticola
- Andryala brievaensis
- Andryala caballeroi
- Andryala cedretorum
- Andryala chevallieri
- Andryala cossyrensis
- Andryala crithmifolia
- Andryala dentata
- Andryala dichroa
- Andryala faurei
- Andryala floccosa
- Andryala glandulosa
- Andryala integrifolia
- Andryala laevitomentosa
- Andryala laxiflora
- Andryala maroccana
- Andryala nigricans
- Andryala pinnatifida
- Andryala raguina
- Andryala ragusina
- Andryala robusta
- Andryala rothia
- Andryala serotina
- Andryala spartioides
- Andryala tenuifolia
- Andryala tomentosa
- Andryala webbii